# Volo BOAC 781
Il volo BOAC 781 era un volo passeggeri della British Overseas Airways Corporation (BOAC) che si schiantò il 10 gennaio 1954 dopo aver subito una decompressione esplosiva in quota. Il Comet precipitò in mare nei pressi dell'Isola d'Elba, al largo delle coste italiane, provocando la morte di tutte le 35 persone a bordo. L'aereo, decollato poco prima dall'aeroporto di Roma-Ciampino, si trovava in rotta verso l'aeroporto di Londra-Heathrow, nell'ultimo tratto del suo volo da Singapore.
Il velivolo era il terzo esemplare di de Havilland DH.106 Comet mai costruito. La sua perdita segnò il secondo di una serie di tre incidenti mortali che coinvolsero i Comet in meno di dodici mesi, tutti causati da cedimenti strutturali; seguì il disastro del volo BOAC 783 vicino a Calcutta, in India, nel maggio 1953, e del volo South African Airways 201 nell'aprile 1954, che si schiantò in circostanze simili al BOAC 781 dopo essere partito dall'aeroporto di Ciampino.

## L'aereo
Il velivolo coinvolto era un de Havilland DH.106 Comet 1 con marche G-ALYP e numero di serie 06003. Volò per la prima volta il 9 gennaio 1951 e venne consegnato alla compagnia poco dopo. Era equipaggiato con 4 motori turbogetto de Havilland Ghost 50. Al momento dell'incidente, l'aereo aveva circa tre anni e aveva accumulato 3 681 ore di volo.

## Passeggeri ed equipaggio
Il comandante era Alan Gibson DFC, 31 anni, uno dei piloti più giovani della BOAC. Era entrato a far parte della compagnia nel 1946, dopo aver volato nella Royal Air Force durante la seconda guerra mondiale. Aveva una notevole esperienza, avendo accumulato più di 6 500 ore di volo. In precedenza era stato coinvolto in un incidente nel 1951, in cui l'aereo era stato costretto ad effettuare un atterraggio di emergenza, e in seguito era stato elogiato per la sua condotta.
Il primo ufficiale del volo 781 era William John Bury, 33 anni. Aveva volato per un totale di circa 4 900 ore. L'ufficiale tecnico era Francis Charles Macdonald, 27 anni, e l'ufficiale radiofonico era Luke Patrick McMahon, 32 anni. Avevano totalizzato rispettivamente 720 ore di volo e quasi 3 600 ore di volo.
Dieci dei 29 passeggeri erano bambini. Tra le vittime c'erano Chester Wilmot, un importante giornalista australiano e storico militare che lavorava per la BBC, e Dorothy Beecher Baker, facente parte delle Mani della Causa.

## L'incidente
Gerry Bull, un ex ingegnere della BOAC, affermò di aver svolto l'ispezione pre-volo dell'aereo prima della partenza da Roma, cercando eventuali "danni accidentali"; non avendone trovati, aveva ritenuto il Comet adatto a volare. Bull e lo stesso team di ingegneri esaminarono successivamente il velivolo del volo South African Airways 201 prima del suo volo finale.
Il volo 781 partì da Roma alle 10:31 CET (09:31 UTC) del 10 gennaio 1954, nella tratta finale del suo volo per Londra. Verso le 10:50 CEST, un Argonaut della BOAC, registrato come G-ALHJ e pilotato dal comandante Johnson, che stava volando sulla stessa rotta ad un'altitudine inferiore, era in contatto con il comandante Gibson del volo 781. Durante una comunicazione radio sulle condizioni meteorologiche, la conversazione si interruppe bruscamente. Subito dopo, i testimoni videro detriti cadere in mare.
L'aeroporto di Heathrow indicò inizialmente il volo 781 come "in ritardo", ma venne rimosso dal tabellone degli arrivi intorno alle 13:30.

### Ricerche e recupero
L'11 gennaio 1954, il New York Times riferì che "35 persone erano rimaste quasi certamente uccise quando un Comet britannico si era schiantato in mare [...] tra le isole d'Elba e Montecristo, al largo della costa occidentale italiana". I corpi vennero recuperati fino a tarda notte e, sebbene la ricerca fosse continuata nell'acqua gelida, c'erano poche speranze di trovare sopravvissuti. La lista ufficiale dei passeggeri doveva ancora essere pubblicata, ma si credeva che non ci fossero statunitensi a bordo dell'aereo.
Il compito di scoprire cosa fosse successo al volo 781 fu inizialmente difficile perché l'incidente era avvenuto in acqua. Nel 1954, non c'erano registratori vocali in cabina di pilotaggio o registratori di dati di volo (le cosiddette "scatole nere") per assistere gli investigatori negli incidenti e all'epoca non esisteva alcun protocollo stabilito per le indagini sugli incidenti aerei.
Fu organizzata una vasta ricerca dell'aereo, che includeva le navi della Royal Navy HMS Barhill e HMS Gambia, nonché la nave di salvataggio civile maltese Sea Salvor. Lo sforzo di ricerca comportò l'uso pionieristico di telecamere subacquee, sviluppate da un team dell'Admiralty Research Laboratory del Regno Unito guidato da George MacNeice, per aiutare a localizzare e salvare il relitto in acque profonde.
Un gruppo di pescatori italiani, testimoni dello schianto, accorsero sul posto per recuperare i corpi e per cercare eventuali sopravvissuti, ma non ne trovarono. Il relitto dell'aereo venne infine trovato sul fondo del mare; successivamente fu sollevato e trasportato al Royal Aircraft Establishment (RAE) per le indagini.

## Le indagini

### Le prime scoperte

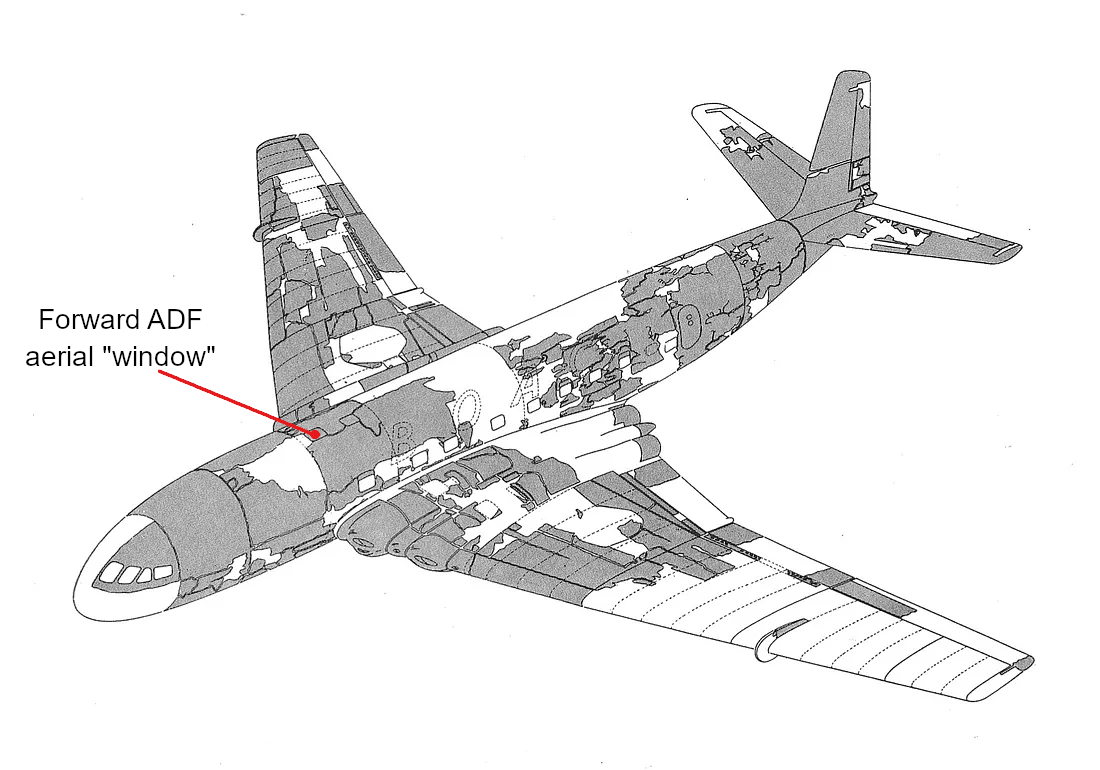
Schema dei cedimenti del Comet. La prima parte a staccarsi fu quella indicata dalla freccia.

Per trovare ulteriori prove riguardanti la causa dell'incidente, i corpi vennero portati al medico legale per l'autopsia. Durante l'esame, il patologo Antonio Fornari riscontrò arti rotti e danneggiati, apparentemente avvenuti dopo la morte. Scoprì anche nella maggior parte delle vittime un modello distinto di lesioni, costituito da crani fratturati e polmoni rotti e altrimenti danneggiati, che identificò come la vera causa della morte. Fornari era confuso dal modello delle ferite perché non riuscì a trovare prove di un'esplosione.
I polmoni rotti erano un indicatore sicuro che la cabina si era depressurizzata, perché l'improvvisa diminuzione della pressione avrebbe causato l'espansione dei polmoni fino alla rottura. Per supportare questa teoria, e anche per confermare la causa delle fratture del cranio, l'incidente venne simulato al RAE di Farnborough riproducendo le condizioni reali dell'aereo prima dello schianto. Per rendere possibile ciò, fu costruita una fusoliera simile a quella del Comet. I manichini erano seduti all'interno della fusoliera per replicare i possibili movimenti dei passeggeri durante lo schianto.
Per simulare l'incidente, gli investigatori ruppero deliberatamente la fusoliera aumentando la pressione dell'aria all'interno fino a quando non esplose. Il movimento dei manichini all'interno della cabina d'aria rivelò la causa delle fratture del cranio: nel momento in cui la fusoliera era esplosa, erano stati sbalzati dai loro sedili contro il soffitto.
Dopo aver esaminato il relitto dell'aereo da parte del RAE, divenne evidente che l'aereo si era rotto a mezz'aria, e inizialmente ci fu qualche speculazione che l'aereo potesse essere stato abbattuto da una bomba. Il sospetto si spostò sulla possibilità di un'esplosione di una turbina del motore e vennero quindi apportate modifiche in altri Comet, dove l'anello della turbina venne rivestito con una corazza per contenere una possibile disintegrazione del disco della turbina. Venne anche considerata la possibilità di guasto della cabina, ma questa teoria venne scartata perché la cabina della Comet era stata progettata per una resistenza notevolmente superiore a quella ritenuta necessaria all'epoca.
Nel frattempo, tutti i Comet vennero messi a terra fino a quando le modifiche alla turbina non fossero state effettuate. Il 12 gennaio, il New York Times riferì che la BOAC aveva temporaneamente ritirato dal servizio tutti i suoi de Havilland Comet a causa dell'incidente, insieme alle due compagnie aeree francesi che utilizzavano i Comet, Air France e l'Union Aero Maritime des Transports. La BOAC confermò che avrebbe utilizzato velivoli alternativi per ridurre al minimo l'interruzione dei servizi. La compagnia aerea sottolineò che gli aerei non erano stati ufficialmente fermati dal governo britannico, ma che l'azione era stata presa come "una misura di prudenza per consentire un esame tecnico minuto e senza fretta di ogni Comet della flotta".
Mentre iniziavano le indagini ufficiali, BOAC era determinata a riportare i propri Comet al servizio passeggeri il prima possibile, e ci riuscì il 23 marzo, appena dieci settimane dopo l'incidente. Il presidente della BOAC commentò in televisione: "Ovviamente non faremmo volare i Comet con passeggeri a bordo se non fossimo soddisfatti delle loro condizioni". Tuttavia, un secondo de Havilland Comet della BOAC, registrato G-ALYY, si schiantò l'8 aprile 1954: un volo charter, operante come volo South African Airways 201, partì da Roma diretto in Egitto con quattordici passeggeri e sette membri dell'equipaggio a bordo; dopo trentatré minuti dall'inizio del volo, il pilota riferì di trovarsi a 33 000 piedi (10 000 m) di quota, poi ogni contatto fu perso.
Sir Arnold Hall, uno studioso e scienziato dell'Università di Cambridge e all'epoca capo del RAE, fu nominato capo investigatore sull'incidente.

### I risultati

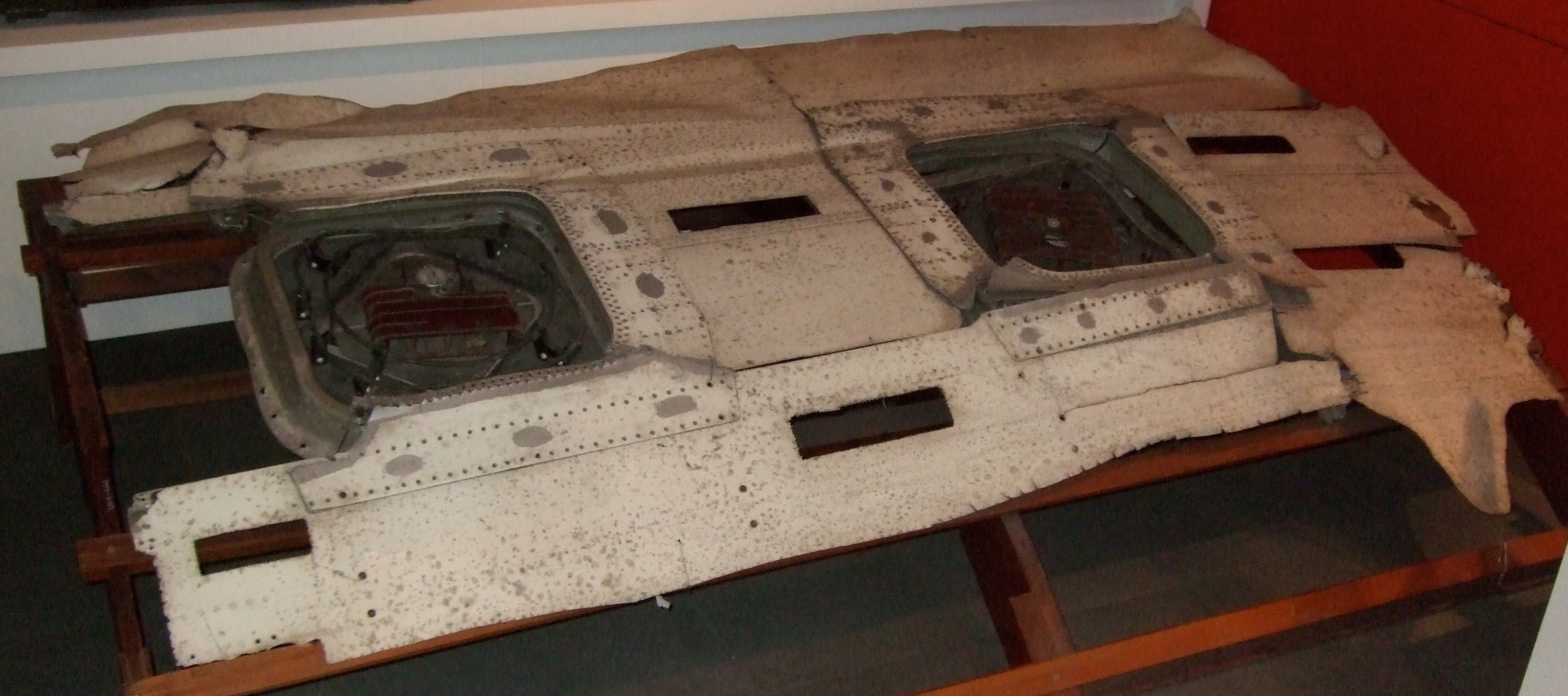
Parti della fusoliera recuperate dal mare.

L'esame iniziale e la ricostruzione del relitto del G-ALYP rivelarono diversi segni di rottura in volo:
- brandelli di moquette della cabina vennero trovati intrappolati nei resti della sezione di coda;
- segni di una moneta vennero trovati su un pannello della fusoliera nella parte posteriore dell'aereo;
- macchie e rigature sulla fusoliera posteriore vennero testati e trovati coerenti con la vernice applicata ai sedili dei passeggeri.

Con la maggior parte del relitto recuperato, gli investigatori scoprirono che le fratture erano iniziate nel tetto della cabina, poi detriti della fusoliera erano finiti contro gli equilibratori, la fusoliera posteriore si era strappata via, la struttura esterna dell'ala era caduta, poi le estremità delle ali e infine la cabina si erano rotte e il carburante contenuto nelle ali aveva dato fuoco ai detriti.
Per scoprire cosa aveva causato il primo cedimento, la BOAC fornì l'esemplare con marche G-ALYU ("Yoke Uncle") per i test. La cellula venne messa in un grande serbatoio pieno d'acqua, e ulteriore acqua veniva pompata nell'aereo per simulare le condizioni di volo. L'esperimento venne eseguito 24 ore al giorno, 7 giorni alla settimana.
I risultati ufficiali relativi al volo BOAC 781 e al volo South African Airways 201 furono pubblicati congiuntamente il 1º febbraio 1955. Dopo l'equivalente di 3.000 voli simulati con l'esemplare G-ALYU, gli investigatori del RAE furono in grado di concludere che lo schianto del Comet era stato dovuto al cedimento della cabina nelle vicinanze del radiogoniometro. Questa finestra era una delle due aperture per le antenne del sistema di navigazione elettronico in cui pannelli di fibra di vetro opachi prendevano il posto del vetro della finestra. Il cedimento era il risultato della fatica del metallo causata dalla ripetuta pressurizzazione e depressurizzazione della cabina dell'aeromobile. Un altro fatto era che i supporti attorno ai finestrini erano rivettati, non incollati, come previsto dalle specifiche originali dell'aereo. Il problema fu aggravato dalla tecnica di costruzione del rivetto a punzone impiegata. A differenza della rivettatura a trapano, la natura imperfetta del foro creato dalla rivettatura a punzone causava crepe dovute a difetti di fabbricazione, che potrebbero aver provocato la formazione di crepe da fatica attorno al rivetto.

## Conseguenze

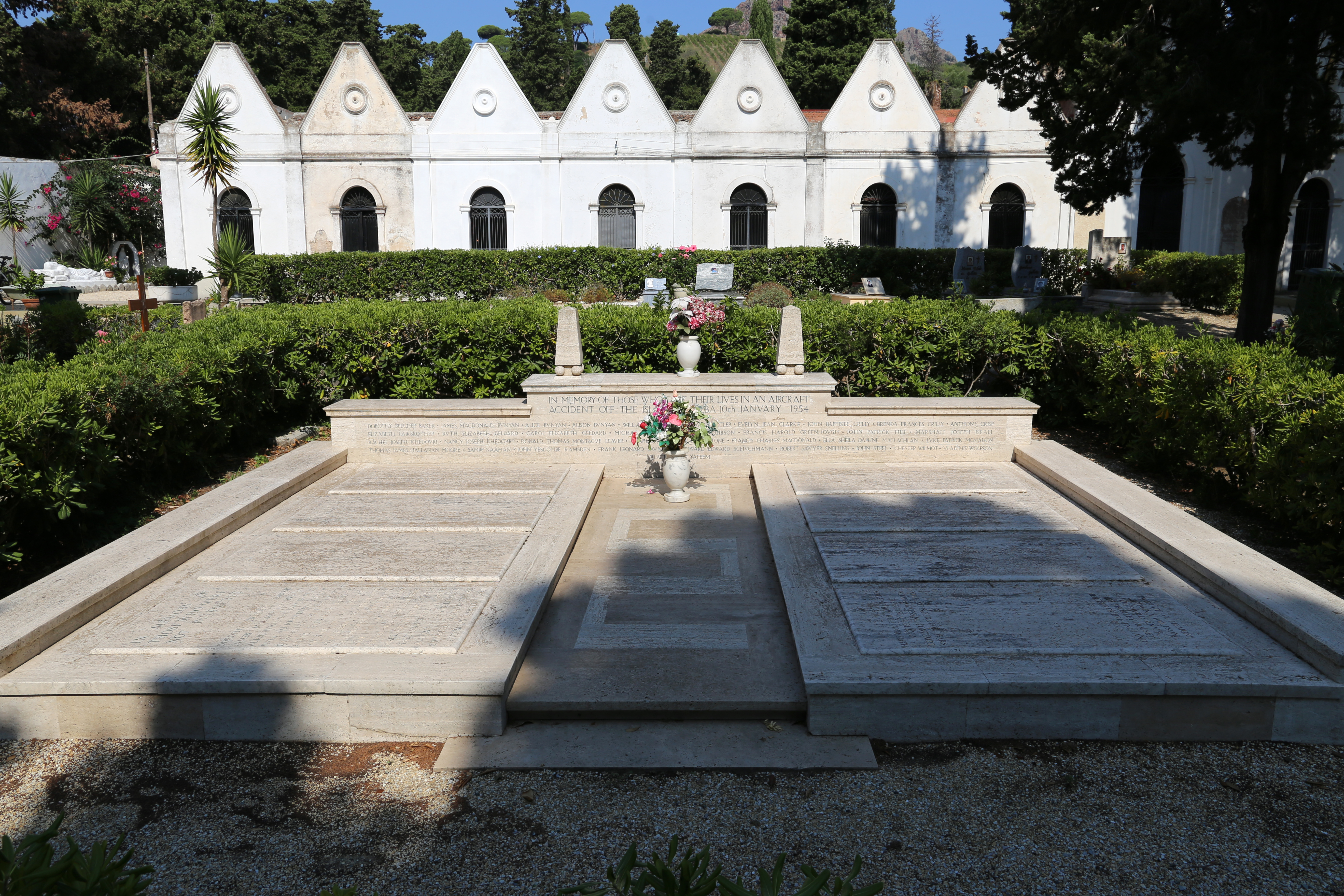
Il memoriale presente a Porto Azzurro, sul quale sono riportati i nomi delle vittime

La cabina a pressione dei Comet era stata progettata con un fattore di sicurezza comodamente superiore a quello richiesto dai British Civil Airworthiness Requirements (BCAR): il requisito era 1,33 volte P con un carico finale di 2 volte P (dove P è la pressione "Proof" della cabina), ma il fattore di sicurezza utilizzato nel Comet era 2,5 volte P, quindi l'incidente portò a stime riviste per i requisiti di resistenza al carico delle cabine a pressione degli aerei di linea.
Inoltre, venne scoperto che le sollecitazioni attorno alle aperture della cabina erano considerevolmente più elevate di quanto previsto, in particolare intorno a parti con spigoli vivi, come i finestrini quadrati. Di conseguenza, i futuri aerei di linea a reazione avrebbero avuto finestrini con angoli arrotondati; lo scopo della curva è infatti quello di eliminare una concentrazione di stress. Questa fu una notevole caratteristica distintiva di tutti i modelli successivi di Comet.

## Il memoriale
Venne eretto un monumento commemorativo nel cimitero di Porto Azzurro, dove sono sepolte alcune delle vittime e un elenco di quelle (20) i cui resti non sono mai stati ritrovati.

### Equipaggio
- Alan Gibson, pilota
- William John Bury, secondo pilota
- Francis Charles MacDonald, ufficiale di bordo
- Luke Patrick MacMahon, ufficiale radio

### Passeggeri
- Dorothy Beecher Baker
- Alice Bunyan
- Alison Bunyan
- James MacDonald Bunyan
- Bernard Butler
- Evelyn Jean Clarke
- Brenda Frances Crilly
- John Baptiste Crilly
- Anthony Crisp
- Elizabeth Fairbrother
- Carol Elizabeth Geldard
- Michael Ian Geldard
- Ruth Elizabeth Geldard
- Francis Harold Greenhough
- John Patrick Hill
- Nancy Joseph Khedouri
- Rachel Joseph Khedouri
- Marshall Joseph Israel
- Donal Thomas Montague Leaver
- Charles Alexander Livingstone
- Ella Sheila Daphne MacLahlan
- Thomas James Hallanan Moore
- Samir Naaman
- John Yescombe Ramsden
- Frank Leonard Saunder
- Robert Sawyer Snelling
- Howard Edward Schuchmann
- John Steel
- Chester Wilmot
- Vladimir Wolfson
- Leila Husain Yateem

## Nella cultura di massa
L'incidente è stato descritto in Seconds from Disaster del National Geographic, "Crash of the Comet".